# Alta (Iowa)
Alta es una ciudad situada en el condado de Buena Vista, Estado de Iowa, Estados Unidos. Según el censo de 2000 tenía una población de 1.865 habitantes.

## Demografía
Según el censo de 2000, había 1.865 personas, 726 hogares y 506 familias residiendo en la localidad. La densidad de población era de 687,43 hab./km². Había 791 viviendas con una densidad media de 290,9 viviendas/km². El 92,54% de los habitantes eran blancos, el 0,64% afroamericanos, 0,05% amerindios, el 1,39% asiáticos, el 0,05% isleños del Pacífico, el 4,45% de otras razas, y el 0,97% pertenecía a dos o más razas. El 10,62% de la población eran hispanos o latinos de cualquier raza.
Según el censo, de los 726 hogares, en el 35,3% había menores de 18 años, el 55,4% pertenecía a parejas casadas, el 9,9% tenía a una mujer como cabeza de familia, y el 30,3% no eran familias. El 25,8% de los hogares estaba compuesto por un único individuo, y el 14,2% pertenecía a alguien mayor de 65 años viviendo solo. El tamaño promedio de los hogares era de 2,56 personas, y el de las familias de 3,07.
La población estaba distribuida en un 29,7% de habitantes menores de 18 años, un 7,7% entre 18 y 24 años, un 28,3% de 25 a 44, un 18,5% de 45 a 64, y un 15,9% de 65 años o mayores. La media de edad era 35 años. Por cada 100 mujeres había 96,9 hombres. Por cada 100 mujeres de 18 años o más, había 91,1 hombres.
Los ingresos medios por hogar en la localidad eran de 31.941 dólares ($), y los ingresos medios por familia eran 40.694 $. Los hombres tenían unos ingresos medios de 29.655 $ frente a los 20.368 $ para las mujeres. La renta per cápita para la ciudad era de 15.908 $. El 11,3% de la población y el 8,5% de las familias estaban por debajo del umbral de pobreza. El 12,9% de los menores de 18 años y el 5,0% de los habitantes de 65 años o más vivían por debajo del umbral de pobreza.

## Geografía
Según la Oficina del Censo de los Estados Unidos, la localidad tiene un área total de 2,71 km², la totalidad de los cuales corresponden a tierra firme.